# 幪面超人KIVA
《假面騎士KIVA》（原題：仮面ライダーキバ）是日本東映公司在2008年推出的《假面騎士系列》的第9部平成系列特攝作品，於2008年（平成20年）1月27日至2009年（平成21年）1月18日每週日早上08:00-08:30在朝日電視台播出，共48集。本作揉合小提琴、蝙蝠、吸血鬼、彩色玻璃、國際象棋和月夜等元素，構成別出心裁的藝術風格，故事方面以雙時間線（2008年和1986年）交錯敍述，通篇連起來為男女主角雙親悲劇動人的愛情童話。
香港於2010年11月13日至2011年11月19日每週六早上11:30-11:55由無綫電視翡翠台首播粵語配音版，設有提供中文字幕。
台灣於2010年12月3日至2011年5月13日每週五晚間21:00-22:00由卡通頻道首播國語配音版（連播兩集）。

## 故事概要
故事關於主角紅渡與父親紅音也兩個世代的人的故事，播放形式從1986及2008年時間旅行，給觀眾一種全新體驗。值得一提的是，今次KIVA同樣具有四種不同形態（包括吸血鬼，狼人Garuru，半魚人Bashaa及科學怪人Dogga）。而且今次的變身腰帶罕有地是主角的拍擋。腰帶附有六個笛子。分別可令KIVA使出必殺技（Wake Up Fuestle），轉換型態（Garulu Saber Fuestle、Basshaa Magnum Fuestle和Dogga Hammer Fuestle），召喚城堡（Doran Fuestle）及強化電單車（Buroon Fuestle）。另一名和KIVA相對的假面騎士IXA的腰帶亦附有六個笛子的晶片，不但有著搶奪KIVA武器（Garulu Fake Fuestle、Basshaa Fake Fuestle和Dogga Fake Fuestle）的能力，更可令IXA使出必殺技（Knuckle Fuestle和Calibur Fuestle）及召喚機械獸（Powerd Fuestle）。而今次KIVA要面對的敵人是以活人的生命能量為食糧的牙血鬼。他們出現的原因未明，但可能與麻生惠所說的一樣，讓牙血鬼生存於世上，是神的一個錯誤。本作也是假面騎士史上首次加入主角的愛情元素。

## 本作登場假面騎士

### 假面骑士KIVA
- 替身演員 高岩成二

#### 變身模式
| 型態名稱                   | 簡介 | 外觀                                                                 | 能力                                                                | 必殺技 |
| Kiva Form 牙型態           | 原文： 劇中的主要形態，第01話登場，紅渡被Kivat Bat三世咬後變成的型態 身高：200cm 體重：98kg 拳擊力：6t 踢擊力：8t 跳躍力：一跳達85m 行動速度： 100m需時6.5秒 | 背部和右腳設有拘束器，以抑制魔皇石的強大力量。                       | 無特殊能力                                                          | 只要吹起紅色笛子（Wake Up Fuestle），右腳被封印的力量將會被暫時解除，釋出絕招Darkness Moon Break（暗月破）將敵人轟破。 |
| Garulu Form 加魯魯型態     | 第04話登場，Kivat三世吹起藍色笛子（Garulu Fuestle）後發動的型態 身高：200cm 體重：90kg 拳擊力：5t 踢擊力：9t 跳躍力：一跳達40m 行動速度： 100m需時1.5秒 | 左手和身體裝甲變為藍色                                               | 武器是魔獸劍Garulu Slaver，不需特別準備即可發動一般必殺技咆哮衝擊波 | 將劍給Kivat Bat三世咬便能發動第二个必殺技Garulu Howling Slash（狼人咆哮絕殺斬/獸吼咆哮斬）。 |
| Basshaa Form 巴夏型態      | 第06話登場，Kivat三世吹起綠色笛子（Basshaa Fuestle）後發動的型態 身高：200cm 體重：92kg 拳擊力：3t 踢擊力：3t 跳躍力：一跳達20m 行動速度： 100m需時6秒 | 右手和身體裝甲變為綠色                                               | 武器是魔海槍Basshaa Magnum                                          | 將槍給Kivat Bat三世咬便能發動必殺技Basshaa Aqua Tornado（半人魚激流旋渦彈/翻浪水龍捲）。 |
| Dogga Form 德迦型態        | 第14話登場，Kivat三世吹起紫色笛子（Dogga Fuestle）後發動的型態 身高：200 體重：150kg 拳擊力：15t 踢擊力：4t 跳躍力：一跳達10m 行動速度： 100m需時10秒 | 雙手和身體裝甲變為紫色                                               | 武器是魔鐵鎚Dogga Hammer。                                          | 將大鎚給Kivat Bat 三世咬便能發動必殺技Dogga Thunder Slap（科學怪人●雷鎚/轟擊雷霆打）。 |
| Dogabaki Form 德迦巴基型態 | 第18話登場，Kivat三世輪流吹藍色、綠色、紫色的笛子後發動的型態 身高：200cm 體重：140kg 拳擊力：10t 踢擊力：15t 跳躍力：一跳達50m 行動速度： 100m需時5秒 | 身體部份由左至右：右手魚人、中間科學怪人和左手狼人混合而成           | 武器為左手劍、右手槍。                                              | 必殺技同樣為Darkness Moon Break。 |
| Emperor Form 魔皇型態      | 第24話登場，KIVA使用金色笛子來召喚擴張龍Tatsulot，將全身所有封印鎖鏈同時間解開後發動的型態 身高：210 體重：100kg 拳擊力：18t 踢擊力：32t 跳躍力：一跳達180m 行動速度： 100m需時3秒 魔皇形態的盔甲原是為牙血鬼之王（King）量身打造，凡人穿此甲會受到傷害。 | 以紅金色為主，身披紅色斗篷，Kivat眼睛為彩色盔甲變成金色，            | 武器為Galulu、Basshaa和Dogga三人所變的武器加上魔皇龍的配件。        | 必殺技是Wake Up Fever「Emperor Moon Break」（皇月破）。第26，28話使出Galulu Fever「Emperor Howling Slash」（魔皇咆哮絕殺斬/魔皇獸吼咆哮斬），第33話使出DOGGA FEVER「Emperor Thunder Slap」（魔皇雷鎚/魔皇轟擊雷霆打），而BASSHAA FEVER「Emperor Aqua Tornado」（魔皇激流旋渦彈/魔皇翻浪水龍捲）則沒有在劇中使用（假面騎士Battride War II中使用）。 後期渡得到在龍城堡中拔出的魔皇劍Zanvat Sword，使用Zanvat Sword的笛子，使出絕招Final Zanvat Slash（終極Zanvat斬）。 |
| Flight Style 飛翔型態      | 劇場版初登場/TV版第35、45話登場，紅渡的究極體暴走型態，以完全獸化為身驅。 體高：108cm 翼端長：380cm 體重：100kg 拳擊力：10t 踢擊力：18t 飛行速度：3.4 在劇場版中進化成魔皇型態後，再進一步進化成吸血鬼飛翔型態，與再度進化的惡Arc在空中進行決戰，KIVA型態的蝙蝠腳甲由腳升至胸甲，再升至頭部成為頭甲。 TV版中由KIVA拉奏小提琴Bloody Rose進化而成，但在第45話中，沒有拉奏小提琴Bloody Rose但也能成功變化成飛翔型態。 | 巨大鳥獸的外形，KIVA型態的蝙蝠腳甲由腳升至胸甲，再升至頭部成為頭甲。 |                                                                     | 必杀技是怒血攻击和耀月破。 |

### 假面騎士IXA
- 替身演員 岡元次郎 、蜂须贺祐一（变身者为女性时）
- 曾使用IXA腰帶的人（順次序）：次狼（1986年）/音也（86）/ROOK（86）/麻生友里（86）/名護啟介（08）/糸矢僚（蜘蛛牙血鬼）（08）/麻生惠（08）/襟立健吾（08）

假面騎士IXA（第09話登場），與KIVA相對的藍色假面騎士，由至上藍天會研發出的假面騎士系統。其開發者之一是麻生友里母親。全名為Intercept X Attacker（攔截未知攻擊者）。透過電力傳導引發出驚人的拳腳力。由名護啟介變身（在2008年），次狼及紅音也亦曾變身過（在1986年）。但第一代的IXA由於系統内的強大力量而使用一段時間後令變身者無法承受系統過剩的力量，會自動解除變身的同時也會對變身者造成傷害。結果由第一次起動開始不斷的改良，2008年的是改良的「Ver.X」，而且已經撇除了令變身者無法承受過剩力量的缺點。在第27話更強化為「Ver.XI」。使用必殺技時背後的是太陽，代表光明。
身長：220cm 體重：160kg 拳擊力: 7t 腳踢力：3t  跳躍力：一跳達30m
| 型態名稱            | 簡介 | 外觀                                                                                               | 能力                                                                  | 必殺技 |
| Save Mode 保存模式  | 身高：218cm 體重：60kg 拳擊力：4.2t 踢擊力：1.8t 跳躍力：一跳達18m 行動速度： 100m需時9.6秒                                                                         | 頭部裝甲用全球最堅硬的合金製造。即使用50口徑的自動手槍零距離射擊都不可能損傷。                     | 劇中不會使用武器，單純以近身肉搏戰鬥，只在發動必殺技時使用IXA Knockle | 必殺技是以變身器IXA Knockle放出衝擊波的Broken Fang（碎裂利牙）。                                                       |
| Burst Mode 爆發模式 | 劇中的主要形態 四周的爆炸可謂代表神的憤怒（但是實際上只有爆發一次） 身高：220cm 體重：160kg 拳擊力：7t 踢擊力：3t 跳躍力：一跳達30m 行動速度： 100m需時6秒          | 面罩爆開，變成真的像是假面騎士的樣子。                                                             | 使用武器（包括從Kiva處搶奪的武器）時都會變成這個型態。                | 必殺技是使用武器的「IXA．神之制裁」。很少有牙血鬼可以見到這個模式兩次，因第一次已被IXA消滅。2008年登場時才有這個型態。 |
| Rising IXA 昇華模式 | 第27話登場，將IXA進一步進化，用暗藏在面罩口部的手機變身而成，劇中的最終形態 身高：215cm 體重：120kg 拳擊力：20t 踢擊力：12t 跳躍力：一跳達70m 行動速度：100m需時3秒 | 會將外部裝甲卸除，露出胸部的內部構造(類似前作假面骑士KABUTO中的Cast Off和假面騎士555的Axel Form)。 | 武器為手機變成的槍，由於威力過大，第一次使用時，名護一開槍便被反彈。  | 使用IXA Riser的晶片才能發動必殺技Final Rising Blast（終極昇華轟擊）                                                    |

### 假面騎士Saga
- 替身演員 永德

第32話登場，裝著者為登太牙，TV版中的第三位假面騎士，設計原型為蛇，身體以銀色為主。四幹部之王的變身腰帶，頭頂呈皇冠狀。武器紅色劍身的西洋劍，但又能自由伸縮成鞭子，類似蛇腹劍。覺醒後出招時蛇鞭會貫穿敵人，令敵人不能動彈，接著SAGA跳起穿過在空中出現的大型KIVA圖騰，把鞭子掛在半空的圖騰上，在自身著陸後吊起鞭子另一端的敵人，然後在對方身上引發強烈爆炸，稱為「Snaking Death-Break（蛇行死亡爆破）」。
身長：205cm 體重：110kg 拳擊力： 12t 腳踢力：35t 跳躍力：一跳達90m 行動速度：100m需時2秒

### 假面騎士Dark KIVA（闇黑Kiva）
第38話登場，TV版中的第四位假面騎士。能夠使用特殊的綠色KIVA圖騰﹐將對方困在像網子的結界上，或用兩個圖騰將對方壓殺。腰帶上有跟KIVA的笛子類似，但是這是封印笛的笛子。
由一般人變身時會令變身者的身心嚴重受創﹐多次或長時間變身甚至會死亡。
身長：205cm 體重：112kg 拳擊力： 20t 腳踢力：35t 跳躍力：一跳達250m 行動速度：100m需時1.2秒
必殺：Wake Up One‧Darkness Hell Crash（暗獄墜）；
Wake Up Two‧King"s Burst End（皇之爆裂終結）;
Wake up three‧King"s world End（皇之世界終結）(沒有在劇中使用 設定說 這招如果使用會毀掉世界。)

### 假面騎士New KIVA（新牙）
第48話中登場，變身後除了Kivat Bat的顏色外，與原本的KIVA相同。變身者是紅正夫。

## S.I.C. 英雄傳說
「幪面超人月騎 吸血之帝皇」是延續電視版後的故事，2010年1月至4月於Hobby Japan連載。
登場角色
1. 幪面超人Prototype IXA 烈騎原型：1986年至上藍天會的會長嵨護為迎戰四幹部中的城堡而變身，與幪面超人IXA的保全模式相似，但胸口則為十字架，使用帶有電極的大型打椿機「IXA Hammer」作戰，但不久即敗陣。
2. 幪面超人Kivala：麻生惠借助Kiva三世妹妹Kivala的力量作戰，能力及外貌與Decade的光夏海相同。

章節
1. 夏日夜之夢§結婚行進曲
2. Lohengrin 羅恩格林・結婚行進曲2
3. Saint-Saëns 聖桑ff英雄行進曲
4. Last Scene 再度 最後之場

## 歌曲（香港無綫電視版本）
- 『破格』

作詞：鄭櫻綸　作曲：鳴瀨修平　主唱：李榮耀

### 獎項
- 由李榮耀演唱之香港粵語版片頭曲《破格》曾於新城電台兒童節目《星期日大菠蘿》成為環節「勁爆兒歌榜」冠軍歌曲。

## 演員表
| 角色     | 演員             | 香港配音員 | 台灣配音員                 |
| 紅渡     | 瀨戶康史         | 曹啟謙     | 孫國卿                     |
| 紅音也   | 武田航平         | 胡家豪     | 李景唐                     |
| 麻生惠   | 柳澤奈奈         | 余欣沛     | 曾允凡                     |
| 麻生百合 | 高橋優           | 林芷筠     | 錢欣郁                     |
| 名護啟介 | 加藤慶祐         | 梁偉德     | 李景唐                     |
| 登太牙   | 山本匠馬         | 關令翹     |                            |
| 鈴木深央 | 芳賀優里亞       | 何璐怡     | 錢欣郁                     |
| 野村靜香 | 小池里奈         | 陳皓宜     | 曾允凡                     |
| 襟立健吾 | 熊井幸平         | 張方正     | 胡鎮璽                     |
| 木戶明   | 木下ほうか       | 古明華     | 胡鎮璽                     |
| 嶋護     | 金山一彥         | 張錦江     | 李景唐                     |
| 次狼     | 松田賢二         | 陳廷軒     | 周學禮                     |
| 拉蒙     | 小越勇輝         | 李致林     | 高銘孝                     |
| 力       | 瀧川英治         | 葉振聲     | 胡鎮璽                     |
| 真夜     | 加賀美早紀       | 羅杏芝     | 曾允凡                     |
| 國王     | 新納慎也         | 陳欣       | 李景唐                     |
| 路克     | 高原知秀         | 黃啟昌     |                            |
| 主教     | 村田充           | 周倚天     | 李景唐                     |
| 糸矢僚   | 創斗             |            |                            |
| 牙蝙蝠   | 杉田智和（配音） | 巫哲棋     | 李景唐（三世）孫國卿(二世) |
| 擴張龍   | 石田彰（配音）   | 張裕東     | 高銘孝                     |

## 播放列表
以下時間以當地時間（日本時間）為準
| 日本播放   | 台灣播放   | 香港播放   | 話數                    | 名稱(日文) | 名稱(中文)                                | 登場Fangire | 劇本     | 導演       |
| ---------- | ---------- | ---------- | ----------------------- | --- | ----------------------------------------- | --- | -------- | ---------- |
| 2008/01/27 | 2010/12/03 | 2010/11/13 | 01                      | 運命・ウェイクアップ! | 命運・覺醒！（視聴率：7.6℅）              | スパイダーファンガイア ホースファンガイア（人間體:姜暢雄/聲：塩野勝美)                                             | 井上敏樹 | 田﨑竜太   |
| 2008/02/03 | 2010/12/10 | ？         | 02                      | 組曲・親子のバイオリン | 組曲・父子的小提琴（視聴率：7.3℅）        | オクトパスファンガイア（人間體:梅宮万紗子/聲：沖佳苗）                                                             | 井上敏樹 | 田﨑竜太   |
| 2008/2/10  | 2010/12/17 | ？         | 03                      | 英雄・パーフェクトハンター | 英雄・Perfect Hunter（視聴率：7.4℅）      | モスファンガイア（人間體:橘実里/聲：山崎依里奈）                                                                   | 井上敏樹 | 石田秀範   |
| 2008/02/17 | 2010/12/24 | ？         | 04                      | 夢想・ワイルドブルー | 夢想・Wild blue（視聴率：7.6℅）           | モスファンガイア（人間體:橘実里/聲：山崎依里奈）                                                                   | 井上敏樹 | 石田秀範   |
| 2008/02/24 | 2010/12/31 | ？         | 05                      | 二重奏・ストーカーパニック | 二重奏・跟蹤狂恐慌（視聴率：7.2℅）        | スパイダーファンガイア シープファンガイア（人間體:篠田光亮/聲: 塩野勝美）                                          | 井上敏樹 | 舞原賢三   |
| 2008/03/02 | 2011/01/07 | ？         | 06                      | リプレイ・人間はみんな音楽 | Replay・世間皆為音樂（視聴率：6.7℅）      | スパイダーファンガイア シープファンガイア（人間體:篠田光亮/聲: 塩野勝美）                                          | 井上敏樹 | 舞原賢三   |
| 2008/03/09 | 2011/01/14 | ？         | 07                      | 賛歌・三ツ星闇のフルコース | 贊歌・三星暗夜的盛宴（視聴率：7.5℅）      | プローンファンガイア（人間體:榊原利彦/聲: 塩野勝美）                                                               | 井上敏樹 | 田﨑竜太   |
| 2008/03/16 | 2011/01/21 | ？         | 08                      | ソウル・ドラゴン城、怒る | 靈歌・龍城堡、震怒（視聴率：7.7℅）        | プローンファンガイア サバト                                                                                        | 井上敏樹 | 田﨑竜太   |
| 2008/03/23 | 2011/01/28 | ？         | 09                      | 交響・イクサ・フィストオン | 交響 IXA・FIST ON（視聴率：6.7℅）         | フロッグファンガイア（人間體、聲: 村井克行）                                                                       | 井上敏樹 | 石田秀範   |
| 2008/03/30 | 2011/02/04 | ？         | 10                      | 剣の舞・硝子のメロディ | 劍之舞・玻璃的旋律（視聴率：5.9℅）        | フロッグファンガイア（人間體、聲: 村井克行）                                                                       | 井上敏樹 | 石田秀範   |
| 2008/04/06 | 2011/02/11 | ？         | 11                      | ローリングストーン・夢の扉 | Rolling stone・夢之門（視聴率：7.0℅）     | スパイダーファンガイア イヤーウイッグファンガイア（聲: 塩野勝美）                                                  | 井上敏樹 | 舞原賢三   |
| 2008/04/13 | 2011/02/18 | ？         | 12                      | 初ライブ・黄金のスピード | 初次演出・黃金的速度（視聴率：7.1℅）      | スパイダーファンガイア                                                                                             | 井上敏樹 | 舞原賢三   |
| 2008/04/20 | 2011/02/25 | ？         | 13                      | 未完成・ダディ・ファイト | 未完成・老爸 出擊（視聴率：6.1℅）         | ライノセラスファンガイア（人間體:神保悟志/聲: 千々和竜策）                                                         | 井上敏樹 | 田村直己   |
| 2008/04/27 | 2011/03/04 | ？         | 14                      | 威風堂々・雷撃パープルアイ | 威風堂堂・雷擊 紫色之眼（視聴率：6.1℅）   | ライノセラスファンガイア（人間體:神保悟志/聲: 千々和竜策）                                                         | 井上敏樹 | 田村直己   |
| 2008/05/04 | 2011/03/11 | ？         | 15                      | 復活・チェックメイトフォー | 復活・象棋四幹部（視聴率：5.9℅）          | ライオンファンガイア                                                                                               | 井上敏樹 | 長石多可男 |
| 2008/05/11 | 2011/03/18 | ？         | 16                      | プレイヤー・非情のルール | Player・無情的法則（視聴率：5.2℅）        | ライオンファンガイア サバト                                                                                        | 井上敏樹 | 長石多可男 |
| 2008/05/18 | 2011/03/25 | ？         | 17                      | レッスン・マイウェイ | Lesson・My way（視聴率：6.7℅）            | シースターファンガイア（人間體、聲: 紀伊修平）                                                                     | 米村正二 | 石田秀範   |
| 2008/05/25 | 2011/04/01 | ？         | 18                      | カルテット・心の声を聞け | 四重奏・聆聽心靈之聲（視聴率：6.8℅）      | シースターファンガイア（人間體、聲: 紀伊修平）                                                                     | 米村正二 | 石田秀範   |
| 2008/06/01 | 2011/04/08 | ？         | 19                      | フュージョン・オーラの嵐 | Fusion・靈氣的暴風雨（視聴率：5.6℅）      | レディバグファンガイア（聲: 中尾隆聖）                                                                             | 井上敏樹 | 舞原賢三   |
| 2008/06/08 | 2011/04/15 | ？         | 20                      | 夜想曲・愛の救世主 | 夜想曲・愛之救世主（視聴率：5.8℅）        | レディバグファンガイア サバト                                                                                      | 井上敏樹 | 舞原賢三   |
| 2008/06/22 | 2011/04/22 | ？         | 21                      | ラプソディー・指輪の行方 | 狂想曲・命運的戒指（視聴率：6.1℅）        | カメレオンファンガイア（人間體:柳憂怜/聲: 酒井敬幸）                                                               | 井上敏樹 | 長石多可男 |
| 2008/06/29 | 2011/04/29 | ？         | 22                      | 序曲・運命の交差点 | 序曲・命運的交叉點（視聴率：5.8℅）        | カメレオンファンガイア（人間體:柳憂怜/聲: 酒井敬幸）                                                               | 井上敏樹 | 長石多可男 |
| 2008/07/06 | 2011/05/06 | ？         | 23                      | 変奏曲・永遠の逃亡者 | 変奏曲・永遠の逃亡者（視聴率：6.4℅）      | グリズリーファンガイア（人間體、聲: 水橋研二）                                                                     | 井上敏樹 | 石田秀範   |
| 2008/07/13 | 2011/05/13 | ？         | 24                      | 皇帝・ゴールデンフィーバー | 皇帝・Golden Fever（視聴率：5.8℅）        | グリズリーファンガイア（人間體、聲: 水橋研二）                                                                     | 井上敏樹 | 石田秀範   |
| 2008/07/20 | 2011/05/20 | ？         | 25                      | ファンファーレ・女王の目覚め | 吹奏樂・覺醒的QUEEN（視聴率：5.0℅）       | ライオンファンガイア スパイダーファンガイア シャークファンガイア（聲: 遠藤大輔）                                   | 井上敏樹 | 中澤祥次郎 |
| 2008/07/27 | 2011/05/27 | ？         | 26                      | メトロノーム・記憶のキセキ | 節拍器・記憶的奇蹟（視聴率：4.8℅）        | スパイダーファンガイア                                                                                             | 井上敏樹 | 中澤祥次郎 |
| 2008/08/03 | 2011/06/03 | ？         | 27                      | 80's・怒れるライジングブルー | 80年代・憤怒的RISING BLUE（視聴率：7.5℅） | シケーダファンガイア（聲: 三戸崇史） クラブファンガイア（聲: 増田隆之）                                            | 井上敏樹 | 長石多可男 |
| 2008/08/17 | 2011/06/10 | ？         | 28                      | リクエスト・時を変える戦い | Request・改變時空而戰（視聴率：4.8℅）     | シケーダファンガイア（聲: 三戸崇史） クラブファンガイア（聲: 増田隆之）                                            | 井上敏樹 | 長石多可男 |
| 2008/08/24 | 2011/06/17 | ？         | 29                      | 聖者の行進・我こそキング | 聖者之行進~我正是王~（視聴率：5.6℅）      | ライオンファンガイア ウォートホッグファンガイア（人間體、聲: 窪寺昭）                                              | 井上敏樹 | 石田秀範   |
| 2008/08/31 | 2011/06/24 | ？         | 30                      | 開演・キバの正体 | 開演・KIVA的正體（視聴率：5.8℅）          | ライオンファンガイア ウォートホッグファンガイア（人間體、聲: 窪寺昭）                                              | 井上敏樹 | 石田秀範   |
| 2008/09/07 | 2011/07/01 | ？         | 31                      | 喝采・母に捧げる変身 | 喝采・獻給母親的變身（視聴率：5.9℅）      | ライオンファンガイア ウォートホッグファンガイア（人間體、聲: 窪寺昭）                                              | 井上敏樹 | 石田秀範   |
| 2008/09/14 | 2011/07/08 | ？         | 32                      | 新世界・もう一人のキバ | 新世界・另一個KIVA（視聴率：6.2℅）        | パールシェルファンガイア ムースファンガイア（人間體、聲: 和興） トータスファンガイア（人間體:坂本真/聲: 下山吉光） | 井上敏樹 | 田﨑竜太   |
| 2008/09/21 | 2011/07/15 | ？         | 33                      | スーパーソニック・戦いのサガ | SuperSonic・戰門的SAGA（視聴率：6.4℅）    | パールシェルファンガイア ムースファンガイア（人間體、聲: 和興） トータスファンガイア（人間體:坂本真/聲: 下山吉光） | 井上敏樹 | 田﨑竜太   |
| 2008/09/28 | 2011/07/22 | ？         | 34                      | ノイズ・破壊の旋律 | 紊亂之音・破壞的旋律（視聴率：5.7℅）      | ホースフライファンガイア（人間體:宮下ともみ/聲: 峯香織） スワローテイルファンガイア                                | 井上敏樹 | 長石多可男 |
| 2008/10/05 | 2011/07/29 | ？         | 35                      | ニューアレンジ・飛翔のバラ | 新改編曲・飛翔的玫瑰（視聴率：5.5℅）      | ホースフライファンガイア                                                                                           | 井上敏樹 | 長石多可男 |
| 2008/10/12 | 2011/08/05 | ？         | 36                      | 革命・ソードレジェンド | 革命・劍的傳說（視聴率：5.7℅）            | ラットファンガイア（聲: 石野龍三）                                                                                 | 井上敏樹 | 中澤祥次郎 |
| 2008/10/19 | 2011/08/12 | ？         | 37                      | トライアングル・キングが斬る | 三角鐵・帝王交峰（視聴率：6.0℅）          | ラットファンガイア パールシェルファンガイア                                                                        | 井上敏樹 | 中澤祥次郎 |
| 2008/10/26 | 2011/08/19 | ？         | 38                      | 魔王・母と子の再会 | 魔王・母與子的重逢（視聴率：6.3℅）        | マンティスファンガイア（聲: 武虎） 再生ファンガイア軍団                                                            | 井上敏樹 | 田﨑竜太   |
| 2008/11/09 | 2011/08/26 | ？         | 39                      | シャウト・狙われた兄弟 | shout・被盯上的兄弟（視聴率：6.1℅）       | マンティスファンガイア 再生ファンガイア軍団 パールシェルファンガイア スワローテイルファンガイア                    | 井上敏樹 | 田﨑竜太   |
| 2008/11/16 | 2011/09/02 | ？         | 40                      | アンコール・名護イクサ爆現 | 重現・名護版ixa爆發（視聴率：5.6℅）       | シームーンファンガイア（聲: 石上裕一） スワローテイルファンガイア                                                  | 井上敏樹 | 石田秀範   |
| 2008/11/23 | 2011/09/09 | ？         | 41                      | ララバイ・心を解き放て | 搖籃曲・解放心靈（視聴率：5.6℅）          | シームーンファンガイア スワローテイルファンガイア パールシェルファンガイア                                         | 井上敏樹 | 石田秀範   |
| 2008/11/30 | 2011/09/16 | ？         | 42                      | パワー・オブ・ラブ・王の怒り | Power of love・王的憤怒（視聴率：5.8℅）   | サンゲイザーファンガイア（聲: 金山一彦・塩野勝美） シルクモスファンガイア（聲: 勝生真沙子）                        | 井上敏樹 | 舞原賢三   |
| 2008/12/07 | 2011/09/23 | ？         | 43                      | 結婚行進曲・別れの時 | 婚禮進行曲・離別之時（視聴率：5.9℅）      | サンゲイザーファンガイア（聲: 金山一彦） パールシェルファンガイア シルクモスファンガイア                           | 井上敏樹 | 舞原賢三   |
| 2008/12/14 | 2011/09/30 | ？         | 44                      | パンク・バックトゥ・ファーザー | 爆發・back to father（視聴率：5.2℅）      | ポーラベアーファンガイア（聲: 江川大輔） スワローテイルファンガイア                                                | 井上敏樹 | 長石多可男 |
| 2008/12/21 | 2011/10/07 | ？         | 45                      | ウィズユー・最後の変身 | with you・最後的變身（視聴率：6.6℅）      | バットファンガイア スワローテイルファンガイア サバト                                                               | 井上敏樹 | 長石多可男 |
| 2009/01/04 | 2011/10/14 | ？         | 46                      | 終止符・さらば音也 | 終止符・再見了音也（視聴率：4.6℅）        | バットファンガイア スワローテイルファンガイア 再生ファンガイア軍団                                                 | 井上敏樹 | 石田秀範   |
| 2009/01/11 | 2011/10/21 | ？         | 47                      | ブレイク・ザ・チェーン・我に従え! | break the chain・順從於我（視聴率：4.9℅） | スワローテイルファンガイア 再生ファンガイア軍団                                                                    | 井上敏樹 | 石田秀範   |
| 2009/01/18 | 2011/10/28 | 2011/11/19 | 48                      | フィナーレ・キバを継ぐ者 | 終曲・KIVA繼承者・（視聴率：6.5℅）        | バットファンガイア・リボーン（聲: 酒井敬幸） スワローテイルファンガイア 再生ファンガイア軍団 ネオファンガイア      | 井上敏樹 | 石田秀範   |
| 2008/08/09 | 劇場版     | 魔界城の王 | 假面騎士Kiva 魔界城之王 | アントライオンファンガイア ゼブラファンガイア（人間體、聲: 關俊彥） マミーレジェンドルガ（聲: 大川透） メデューサレジェンドルガ（人間體:曾根菜津子/聲：篠原恵美） マンドレイクレジェンドルガ ガーゴイルレジェンドルガ（聲: 藤田圭宣） | 田﨑竜太                                  | | 井上敏樹 |            |

## 其他相關媒體

### 劇場版
- 《劇場版 假面騎士電王&KIVA CLIMAX刑事》（2008年4月12日上映）
- 《劇場版 假面騎士KIVA 魔界城之王》（2008年8月9日上映）
- 《假面騎士×假面騎士 W & Decade MOVIE大戰2010》(2009年12月12日上映)

### 網路劇
- 《網路版 假面騎士KIVA 魔界城之女王》

### 電視影集
- 《假面騎士Decade》

第1話、第31話，假面騎士KIVA/紅 渡登場。
第20-21話，假面騎士Dark Kiva/紅 音也登場。
- 《假面騎士ZI-O》

第35-36話，次狼/加魯魯登場。
第36話，麻生百合登場。

## 超級英雄時間關連項目
- 《炎神戰隊轟音者》

## 海外播映
| 卡通頻道 星期五21:00-22:00 | 卡通頻道 星期五21:00-22:00       | 卡通頻道 星期五21:00-22:00 |
| -------------------------- | -------------------------------- | -------------------------- |
|                            | （2010年12月3日﹣2011年5月13日） |                            |
| 雞與牛                     | 未知                             |                            |

| 香港 無綫電視翡翠台 星期六11:30   | 香港 無綫電視翡翠台 星期六11:30    | 香港 無綫電視翡翠台 星期六11:30 |
| --------------------------------- | ---------------------------------- | ------------------------------- |
|                                   | （2010年11月13日﹣2011年11月19日） |                                 |
| （2009年11月14日﹣2010年11月6日） | （2011年11月26日﹣2012年7月14日）  |                                 |

## 外部連結
- 朝日假面騎士KIVA網站 （页面存档备份，存于）
- 東映假面騎士KIVA網站 （页面存档备份，存于）